# Laitec
Laitec es una isla de Chile que se encuentra en el sureste del archipiélago de Chiloé, Región de Los Lagos. Pertenece a la comuna de Quellón y se ubica frente a la ciudad del mismo nombre. Al año 2017, tiene una población de 411 habitantes.

## Descripción
La isla se encuentra a 4,7 km al sur de la ciudad de Quellón, tiene 23,8 km² y forma alargada de norte a sur, con una longitud aproximada de 12 km. Al oeste tiene de vecina a la isla Coldita, de la cual está separada por el canal Laitec, mientras que al este se encuentra la isla Cailín, separadas por el canal Yelcho. Las tres cierran la bahía de Quellón. Sus principales sectores son: Piedra Lile, Capilla, Posta y Punta White. 
Por lo menos hasta comienzos del siglo XX la isla era también conocida como «Liliguapi», nombre que correspondía a su punta noroeste, y que también recibe una pequeña isla ubicada en la boca del fiordo Comau, al suroreste de isla Llancahué, en Chiloé continental.

## Historia
El extremo norte de la isla fue visitado muy brevemente por el naturalista británico Charles Darwin en diciembre de 1834, en el contexto del segundo viaje del HMS Beagle alrededor del mundo.
A comienzos del siglo XX existió en la isla una colonia española, la que fracasó al poco tiempo debido al no cumplimiento de condiciones por parte del Estado. Las familias posteriormente se trasladaron a otros lugares de Chile.
En la isla vivió el  escritor Antonio Gil Iñiguez ,autor de conocidas  novelas históricas. 
Estudios genéticos realizados en Chiloé señalan que la población de Laitec presenta marcadores genéticos diferentes a los de otras poblaciones más septentrionales de Chiloé, y parecidos a los de pueblos fueguinos, lo que podría ser un indicador de ancestros chonos.

## Economía y servicios
Los habitantes viven fundamentalmente de la agricultura de subsistencia y de la recolección de algas y mariscos. En los alrededores de la isla, como en otros rincones del archipiélago, también existen cultivos acuícolas. Cuenta con una posta de salud rural y tres escuelas básicas.

## Conectividad
Existen dos servicios subsidiados de lancha que conectan Laitec con Quellón: 
- El primero realiza el viaje Punta Quetro → Punta White → Quellón con siete salidas y regresos a la semana, los días lunes, miércoles, viernes y domingo.[10]

- El segundo realiza el viaje Posta → Quellón con ocho salidas y regresos semanales, los días lunes, miércoles, viernes y domingo.[11]